# Labeo stolizkae
Labeo stolizkae is een  straalvinnige vissensoort uit de familie van de eigenlijke karpers (Cyprinidae). De wetenschappelijke naam van de soort is voor het eerst geldig gepubliceerd in 1870 door Franz Steindachner.
De soort staat op de Rode Lijst van de IUCN als Onzeker, beoordelingsjaar 2010.